# Janusz Grudziński
Janusz Bronisław Grudziński (ur. 17 października 1961 w Warszawie, zm. 2 października 2023 tamże) – polski muzyk rockowy, grający na instrumentach klawiszowych i gitarze, dawniej także na wiolonczeli. W 1982 roku dołączył do zespołu Kult, z którym z przerwami związany był do września 2020 roku. 

## Życiorys
Syn Lecha i Lucyny. Członek Akademii Fonograficznej Związek Producentów Audio-Video (ZPAV). Zajmował się także pisaniem muzyki filmowej, m.in. do serialu Rodzina zastępcza.
Studiował socjologię i archeologię śródziemnomorską na Uniwersytecie Warszawskim. 
Został pochowany 20 października 2023 roku na cmentarzu parafialnym w Tłuszczu.

## Twórczość
z Kultem: 
- Kult (1987)
- Posłuchaj to do ciebie (1987)
- Spokojnie (1988)
- Tan (1989)
- Kaseta (1989)
- 45–89 (1991)
- Your Eyes (1991)
- Tata Kazika (1993)
- Muj wydafca (1994)
- Tata 2 (1996)
- Ostateczny krach systemu korporacji (1998)
- Salon Recreativo (2001)
- Poligono Industrial (2005)
- Hurra! (2009)
- Kult MTV Unplugged (2010)
- Prosto (2013)
- Wstyd (2016)

z Kazikiem Staszewskim:
- Melodie Kurta Weill’a i coś ponadto (2001)
- Piosenki Toma Waitsa (2003)

z zespołem Przyjaciele:
- Cyfry (1994)

z zespołem Orkiestra Na Zdrowie:
- Piosenki (1999)

samodzielnie, jako Xiążę Warszawski:
- Olśnienie (2006)